# اندیس حسن خان
حسن خان یک اندیس غیرفلزی است که در  استان کردستان قرار دارد و مادهٔ معدنی موجود در آن، کائولینیت است.سنگ میزبان این اندیس ولکانیکهای اسیدی است  